# Hamel (Familienname)
Hamel ist ein deutscher (variante des Namens Hammel) und französischer Familienname.

## Namensträger
- Adam Hamel († 1620), deutscher Theologe und Superintendent
- Alaert du Hamel, niederländischer Architekt, Bildhauer, Druckgrafiker und Zeichner
- Alan Hamel (* 1936), kanadischer Schauspieler und Produzent
- Alexius du Hamel (Alexis du Hamel; 1720–nach 1800), deutscher Generalleutnant
- André Hamel (* 1955), kanadischer Komponist und Musikpädagoge
- Anthony Jackson-Hamel (* 1993), kanadischer Fußballspieler
- Anton Gerard van Hamel (1842–1907), niederländischer Romanist und Mediävist
- Carl Hamel (Mediziner) (auch Karl Hamel; 1870–1949), deutscher Arzt und Ministerialbeamter
- Carl Hamel, deutscher Unternehmer, siehe Barmag #Barmag Spinnzwirn
- Christopher de Hamel (* 1950), britischer Bibliothekswissenschaftler
- Debra Hamel (* 1964), US-amerikanische Althistorikerin
- Denis Hamel (* 1977), kanadischer Eishockeyspieler
- Eddy Hamel (1902–1943), US-amerikanischer Fußballspieler
- Edmund Richard Hamel (1890–1983), Schweizer Unternehmer deutscher Abstammung
- Eduard Hamel (1811–1888), deutscher Komponist
- Elzéar Hamel (1871–1944), kanadischer Schauspieler
- Ernest Hamel (1826–1898), französischer Rechtsanwalt, Schriftsteller, Historiker und Politiker
- François Hamel, französischer Mathematiker und Hochschullehrer
- Franz du Hamel (1630–1705), deutscher General der Kavallerie
- Fred Hamel (1903–1957), deutscher Musikwissenschaftler und Musikproduzent
- Gary Hamel (* 1954), US-amerikanischer Ökonom und Unternehmensberater
- Georg Hamel (1877–1954), deutscher Mathematiker
- Georges Hamel (1948–2014), kanadischer Sänger
- Gerardus Antonius van Hamel (1842–1917), niederländischer Rechtswissenschaftler und Politiker
- Gilles Hamel (* 1960), kanadischer Eishockeyspieler
- Gontran Hamel (1883–1944), französischer Algenforscher
- Gustav Hamel (1869–1947), deutscher Politiker (SPD)
- Hendrik Hamel (1630–1692), niederländischer Seefahrer und Schriftsteller
- Ilse Hamel (Margarete Hamel; 1874–1943), deutsche Journalistin und Schriftstellerin
- Jacques Hamel (1930–2016), französischer Priester
- Jean Hamel (Eishockeyspieler) (Joseph Jean Pierre Hamel; * 1952), kanadischer Eishockeyspieler, -trainer und -funktionär
- Jean-Baptiste Du Hamel (1624–1706), französischer Philosoph und Theologe
- Jean-Claude Hamel (Sportfunktionär) (1929–2020), französischer Fußballfunktionär und Unternehmer
- Jean-Claude Hamel (Moderner Fünfkämpfer) (* 1931), französischer Moderner Fünfkämpfer
- Jean-François Hamel (Journalist) (* 1942), französischer Journalist
- Jean-François Hamel (Literaturwissenschaftler) (* 1973), kanadischer Literaturwissenschaftler
- Jean-Louis Hamel (1916–2009), französischer Botaniker
- Jean-Marc Hamel (* 1925), kanadischer Regierungsbeamter
- Johann Georg Hamel (1811–1872), deutscher Kaufmann, Bibliothekar und Politiker
- Johann Sebald Hamel (1653–1722), deutscher evangelischer Theologe
- Johann Nepomuk Hamel (1728–1792), deutscher Musiker
- Johannes Hamel (1911–2002), deutscher evangelischer Theologe
- Joost Adriaan van Hamel (1880–1964), niederländischer Jurist und Politiker
- Joseph Du Hamel (1768–1840), russischer Senator und Gouverneur von Livland
- Joseph Christian Hamel (1788–1862), deutschstämmiger Arzt, Naturforscher und Technologe
- Julius Hamel (1834–1907), deutscher Maler
- Jürgen Hamel (* 1951), deutscher Astronomiehistoriker
- Keith Hamel (* 1956), kanadischer Komponist und Musikpädagoge
- Lambert Hamel (* 1940), deutscher Schauspieler und Synchronsprecher
- Ludwig Sebald Hamel (1702–1755), deutscher evangelischer Theologe
- Marie-Pierre Hamel (1786–1879), französischer Orgelbauer und Richter
- Mathieu Hamel (* 1972), französischer Beachvolleyballspieler
- Michael A. Hamel (* 1950), pensionierter Generalleutnant der US Air Force
- Otto Hamel (1866–1950), deutscher Maler
- Peter Hamel (Regisseur) (1911–1979), deutscher Regisseur, Schauspieler und Drehbuchautor
- Peter Hamel (Politiker) (1915–1992), deutscher Politiker (SPD)
- Peter Hamel (Türsteher) (1960?–1994), siehe: Mahnmal Peter Hamel
- Peter Michael Hamel (* 1947), deutscher Komponist
- Pierre-Yves Hamel (* 1994), französischer Fußballspieler
- Rahil Hamel (* 2002), algerische Leichtathletin
- René Hamel (Radsportler) (1902–1992), französischer Radrennfahrer
- René Hamel (Fussballspieler) (1932–1987), Schweizer Fußballspieler
- Richard Hamel (1853–1924), deutscher Schriftsteller und Journalist
- Sébastien Hamel (* 1975), französischer Fußballspieler
- Teresa Hamel (1918–2005), chilenische Schriftstellerin
- Veronica Hamel, US-amerikanische Schauspielerin
- Walter Hamel (Jurist) (1896–1979), deutscher Jurist
- Walter Hamel (Ingenieur) (1923–2009), deutscher Maschinenbauingenieur
- Werner Hamel (Hockeyspieler) (1911–1987), deutscher Feldhockeyspieler
- Werner Hamel (Politiker) (* 1940), ehemaliger deutscher Politiker (SPD), ehemaliger Bürgermeister von Löhne
- Winfried Hamel (* 1943), deutscher Betriebswirt und Hochschullehrer
- Wouter Hamel (* 1977), niederländischer Jazzsänger
- Xaver Hamel (1796–1860), deutscher Generalmajor